# Az idegen (film, 2017)
Az idegen (eredeti címén: The Foreigner) 2017-ben bemutatott brit-kínai-amerikai akció-thriller, melyet Martin Campbell rendezett és David Marconi írt, Stephen Leather 1992-es The Chinaman című regénye alapján. A főszereplők Jackie Chan, Pierce Brosnan, Michael McElhatton, Liu Tao, Charlie Murphy, Orla Brady és Katie Leung.
2017. szeptember 30-án mutatták be Kínában, valamint az Amerikai Egyesült Államokban – október 13-án az STXfilms forgalmazásában, és az Egyesült Királyságban Netflix-ben aták ki 2017-ben. Magyarországon DVD-n jelent meg április 28-án a Freeman Film forgalmazásában.
A film vegyes kritikákat kapott a kritikusoktól, bár az értékelők dicsérték Chan és Brosnan közötti hadjáratot. Világszerte a 35 millió dolláros költségvetésével szemben összesen 145 millió dollárt tudott termelni.
A filmben egy étteremben dolgozó kínai férfi bosszút esküdik, miután egy bombarobbanás következtében elveszíti egyetlen szerettét, a lányát.

## Cselekménye
Quan Londonban egy kínai étterem tulajdonosa. Egy bombamerényletben, amit a Valódi IRA nevű terrorcsoport követ el, elveszíti lányát. Mivel felesége meghalt és két gyermeke is gyilkosság áldozata lett évekkel ezelőtt, mindent feladva a merénylők nyomába ered. Látóterébe kerül Liam Hennessy miniszterelnök-helyettes, ex-IRA tag, akit kemény módszerekkel helyez nyomás alá a gyilkosok nevének kiadása végett. Amikor azután megtudja a gyilkosok névsorát, volt kommandósként könyörtelenül végez velük.

## Szereposztás
| Szerep | Színész              | Magyar hang     |
| --- | -------------------- | --------------- |
| Ngoc Minh Quan, korábbi Vietnámi háborús, aki bosszút forral, miután a lánya meghalt egy bombarobbanás során | Jackie Chan          | Kassai Károly   |
| Liam Hennessy, a jelenlegi Észak-Írország első miniszterhelyettese, korábbi UDI-tag                          | Pierce Brosnan       | Kautzky Armand  |
| Jim Kavanagh, Liam jobbkeze                                                                                  | Michael McElhatton   | Turi Bálint     |
| Keyi Lam, éttermi alkalmazott                                                                                | Liu Tao              | Fazekas Zsuzsa  |
| Maggie / Sara McKay, Liam szeretője                                                                          | Charlie Murphy       |                 |
| Mary Hennessy, Liam felesége                                                                                 | Orla Brady           | Németh Kriszta  |
| Fan, Quan tinédzser lánya                                                                                    | Katie Leung          | Tamási Nikolett |
| Richard Bromley parancsnok, a Fővárosi Rendőrség Terrorizmus Parancsnokságának vezetője                      | Ray Fearon           | Tokaji Csaba    |
| Hugh McGrath, UDI csoport galád vezetője                                                                     | Dermot Crowley       | Pálfai Péter    |
| Sean Morrison, ex ír ranger / Egyesült Királyság Különleges Erőjének katonája és Liam unokaöccse             | Rory Fleck-Byrne     | Dányi Krisztián |
| Katherine Davies MP, Brit miniszterelnök és politikus                                                        | Lia Williams         | Spilák Klára    |
| Marissa Levitt                                                                                               | Pippa Bennett-Warner |                 |
| Matthew Rice                                                                                                 | Simon Kunz           |                 |
| Mrs. Taylor                                                                                                  | Roberta Taylor       | Bessenyei Emma  |
| Ian Wood | Rufus Jones          | Juhász Zoltán   |